# Витязь (футбольный клуб, Подольск)
«Витязь» — российский футбольный клуб из города Подольска, Московская область. Основан в 1996 году. В 2001—2007 годах выступал в зоне «Центр» Второго дивизиона, в 2008—2009 годах — в Первом дивизионе, с 2010 по 2017 годы — вновь в зоне «Центр» Второго дивизиона.

## Названия
- 1996 — ПДСК[2]
- 1997 — «Витязь-Десна»
- 1998 — «Красная горка-Витязь»
- 1999—2017 — «Витязь»
- 2017 — «Витязь-М» (основная)
- с 2018 — «Витязь»*
- 2009 — ДЮСШ «Витязь-Автомиг» (молодёжная команда)
- 2011—2017 — «Витязь»-М (молодежная)

* В начале 2018 года было принято решение о воссоздании «Витязя» на базе клуба «Витязь-М». В 2022 году на сайте ffmo.ru обозначен как СШ «Витязь».

## История клуба
История ФК «Витязь» начинается в 1995 году, когда Борис Иванюженков, впоследствии — председатель Государственного комитета Российской Федерации по физической культуре и туризму и Министр спорта России, организовал в Подольске Центральный спортивный клуб «Витязь», объединивший 29 видов спорта, в том числе такие популярные, как футбол, хоккей, спортивные единоборства. Футбольная команда называлась сначала «Красная Горка-Витязь». Выступая в первенстве Московской области, команда в 1997 году пробилась в группу «Б» третьего дивизиона, где выступали любительские команды. А уже через год команда заняла первое место в группе «А» третьего дивизиона, но потерпела неудачу в стыковых играх за выход во второй дивизион с клубом «Спартак-Чукотка». В том же году был завоеван Кубок области.
В 1999 году команда под флагом дубля раменского «Сатурна», как «Сатурн»-2, приняла участие в зоне «Запад» второго дивизиона. И одновременно команда «Витязь», по сути молодёжным составом, выступала в Подмосковной зоне третьего дивизиона.
В 2000 году альянс Подольск-Раменское по разным причинам распался, и подольчане выиграли с огромным преимуществом соревнования Подмосковной зоны «А» третьего дивизиона (одержано 27 побед, 2 матча сыграно вничью и 1 поражение в ничего не решающем матче с ФК «Шатура», забито 140 мячей, а пропущено 12). Жуковский «Метеор», финишировав вторым, отстал от «Витязя» на 19 очков. В стыковых матчах «Витязь» одолел столичную «Нику» — 0:0 и 1:0. Тем самым «Витязь» добился повышения в классе, после чего принял участие в финальном турнире команд КФК за звание чемпионов России среди любительских команд, проходившем в городах Кавказских Минеральных Вод, где занял третье место. Привел команду к такому успеху мастер спорта Валентин Ковач. С 1996 года биография Ковача неразрывно связана с Подольском, где он заканчивал карьеру как игрок, а после перешёл на тренерскую работу.
Hачало сезона-2001 было довольно удачным. Но в итоге — 4 место. Команда достаточно удачно играла против лидеров, но слишком неуверенно — против аутсайдеров.
Сезон-2002 получился одним из самых ярких за всю историю команды. «Витязь» стал серебряным призёром «Центра», уступив опять липецкому «Металлургу» (который в стыковых матчах предыдущего сезона за право выхода в первый дивизион не смог переиграть санкт-петербургское «Динамо»). Второй год подряд отлично провел лучший бомбардир Дмитрий Чесноков. На матчах в среднем собиралось по 4000-4500 тысячи зрителей.
Практически сохранив состав, «Витязь» начал первенство-2003. На старте — одна победа при одной ничьей и четырёх поражениях. Бессменного до этого момента Валентина Ковача сменил Александр Кузнецов. Однако, после стартовых шести матчей он был отправлен в отставку. Его заменил бывший помощник Ковача Андрей Романов. Игра сразу же наладилась, но в итоге — только 8 место.
Перед сезоном-2004 лучший за всю историю Подольска бомбардир Дмитрий Чесноков перешёл в «Сокол». Также ушли из команды перспективные молодые игроки Андрей Сербин, Наиль Минибаев, Ильдар Шабаев. По ходу сезона вернулся в клуб Чесноков, также клуб добился уникального достижения — смог забить в двух матчах подряд по 5 голов, причём соперники были из верхней части турнирной таблицы. Итог года — 3-е место.
Чемпионат-2005 прошёл довольно ровно. Клуб занял снова 3-е место, причем ещё за три тура до финиша команда догнала лидера — белгородский «Салют». Но всё перечеркнуло поражение в Луховицах и ничья в Рязани с местным «Агрокомплектом». Подольчане стали лидерами по забитым мячам (81 гол). В рамках 1/16 финала Кубка России были сыграны матчи с «Рубином». Итог двух встреч 0:1 и 1:2 не в пользу «Витязя».
В сезоне-2006 Андрея Романова сменил известный в недавнем прошлом футболист московского «Спартака» Андрей Пятницкий. Новый наставник сразу же принялся омолаживать состав, в котором не нашлось места Дмитрию Чеснокову и другим ведущим футболистам команды. Первую половину турнира данное решение приносило пользу — «Витязь» до середины августа был единоличным лидером. Однако, затем последовал серьёзный спад. Лидер атак Сергей Анохин был продан в Новокузнецк. До последнего ожидалось возвращение в клуб Чеснокова в период дозаявок, однако, вместо него был приглашен Михайлов. На финише сезона клуб занял пятое место — худшее с 2003 года.
В межсезонье были возвращены все лучшие игроки в истории команды. Перед футболистами впервые поставили задачу — завоевание путевки в первый дивизион. Однако, начало первенства прошло не очень успешно. Клуб чередовал победы с ничьими, долго не мог выиграть в гостях, а однажды при полном преимуществе проиграл в Лисках местному «Локомотиву» (это поражение стало единственным в сезоне). К середине первенства клуб занимал первую строчку в таблице. 2 августа в Климовске «Витязь» принимал липецкий «Металлург» и выиграл 4:0. В следующем матче в Рязани только за 5 минут до окончания основного времени Владислав Дуюн отправил победный мяч в сетку рязанцев, и в итоге Подольск завоевал путевку в первый дивизион, обогнав липчан на 10 очков. В ноябре 2007 года «Витязь» выиграл Кубок ПФЛ.
В 2008 году видоизменился логотип команды и сменились клубные цвета с красно-белых на бело-голубые. Из-за проблем с газоном игры сезона в начале проходили в Химках на стадионе «Новые Химки», а с мая на стадионе «Авангард» в Домодедово. В начале сезона команда опустилась на последнее место в таблице, и вместо Мухсина Мухамадиева тренером стал Сергей Горлукович. В следующих четырёх встречах были одержаны три победы, причем две из них над фаворитами турнира — «Кубанью» и «КАМАЗом». К августу «Витязь» подошёл, занимая место в середине таблицы. Но этот месяц получился для команды неудачным — пять поражений подряд, но в оставшихся семи домашних встречах клуб одержал шесть побед. Всё решалось в заключительном туре, в котором «Витязь» встречался на выезде с московским «Торпедо». В результате победы команда заняла 11-е место.
Сезон-2009 для «Витязя» начинался более удачно. После пяти стартовых матчей подольчане занимали пятое место в турнирной таблице, одержав две победы и три встречи завершив вничью. Однако затем последовал провал, состоявший из семи безвыигрышных поединков. Над Сергеем Балахниным (сменившим Горлуковича в межсезонье) нависла угроза отставки, но в последний момент ему удалось стабилизировать игру и «Витязь» смог одержать несколько важных побед. К середине первенства подольчане подошли, занимая 12-е место в таблице. После трехнедельного промежутка между первым и вторым кругом команда одержала две победы над «Черноморцем» и «Краснодаром». Но «Витязь» вновь попал в психологическую яму, из которой Балахнин вывести команду не смог. 18 сентября он был отправлен в отставку, а на его место назначен Андрей Новосадов, не имевший до этого опыта работы главным тренером. Меньше месяца ему потребовалось для того, чтобы сохранить клубу место в первом дивизионе. В итоге команда вновь заняла 11-е место. Однако из-за финансовых проблем руководство клуба решилось на то, что в следующем сезоне команда будет играть во Втором дивизионе. В декабре 2009 года произошло слияние двух клубов: в состав «Витязя» вошёл другой подольский клуб «Авангард».
Начало сезона-2010 было неплохим. В первых семи играх было одержано четыре победы, один матч был сыгран в ничью и было проиграно две встречи. Однако несмотря на них, команда обосновалась на первом месте в таблице. Но потом последовал спад в игре, победы чередовались с поражениями и ничейными результатами и в итоге команда опустилась на несколько позиций вниз. Начиная с 18-го тура команда выиграла пять игр подряд. В следующих пяти турах было два поражения, но клуб продолжал оставаться на первой строчке. Всё решалось в последних трёх турах, когда «Витязю» предстояло соперничать со своими главными конкурентами — клубами «Губкин» и «Торпедо». Матч с «Губкиным» был проигран, а с «Торпедо» сыгран в ничью, и «Витязь» потерял шансы выйти в Первый дивизион. Ничего не решающий матч против «Калуги» закончился поражением, и в итоге «Витязь» опустился на шестое место.
В 2017 году в связи с сокращением финансирования клуб не смог пройти лицензирование ПФЛ и лишен профессионального статуса. Молодежный состав фактически стал основной командой и выступал в Третьем дивизионе под названием «Витязь-М». По итогам сезона-2017 он должен был вылететь по спортивному принципу в группу «Б», но отказ ФК «Легион» (Ивантеевка) от повышения в классе позволил возрожденному «Витязю» остаться в группе «А». В 2018 году убрана приставка «-М» из названия клуба.
В 2020 году клуб занял второе место в Чемпионате Московской области (Лига «А»), но по ряду причин он понизился в классе и стал выступать в Лиге «Б» (с 2022 года относится к IV дивизиону).

## Стадионы
С 1996 по 1997 годы клуб играл на старом стадионе «Труд» (Подольск). В 1998 и с 2001 по 2007 годы матчи проводил на стадионе «Весна» в городе (ныне — микрорайоне) Климовск. В 2007 году отдельные матчи проводил на стадионе «Строитель» в поселке Селятино. В 2008 году домашние матчи в холодное время года проводил на стадионах «Родина» и «Новые Химки», а в теплое время года на стадионе «Авангард» (Домодедово). В 2009 году все домашние матчи проводил уже на новом стадионе «Труд». В 2010 году все домашние матчи проводил на стадионе «Планета». С 2011 по май 2017 и с апреля 2018 года по октябрь 2019 в основном, в 2020 частично матчи в теплое время года — вновь на стадионе «Труд». С 2011 по 2017 годы клуб «Витязь-М» (с 2011 по 2017 как молодежная, с июня и до конца сезона-2017 как основная команда) проводил матчи на стадионе «Планета». Сейчас на стадионе «Планета» клуб проводит матчи зимних футбольных турниров. С 2019 частично (в 2020 в основном) матчи чемпионата Московской области проводит на стадионе «Зенит» в Парковом районе.

## Цвета клуба
| Красный | Т.-Синий | Белый |

## Достижения
- 11-е место в Первом дивизионе: 2008, 2009
- Победитель зоны «Центр» Второго дивизиона: 2007
- Серебряный призёр зоны «Центр» Второго дивизиона: 2002, 2013/14
- Бронзовый призёр зоны «Центр» Второго дивизиона: 2011/12
- Обладатель Кубка ПФЛ: 2007
- Выход в 1/8 финала Кубка России — 2008/2009
- Серебряный призёр чемпионата Московской области (III дивизион / первенство России среди ЛФК) — 2018, 2020

## Рекорды клуба
Самая крупная победа:
- 3 дивизион Московская область «Витязь» — «Истра» 15:0 (27.10.2018)
- - 1 дивизион:
- «Витязь» — «Спортакадемклуб» — 3:0 (2008)
  - 2 дивизион:
- «Витязь» — «Спартак» (Тамбов) — 6:0 (2001)
- «Витязь» — «Краснознаменск» (Краснознаменск) — 6:0 (2001)

Самое крупное поражение:
- - 1 дивизион:
- «Алания» (Владикавказ) — «Витязь» — 4:1 (2008)
- «Урал» (Свердловская область) — «Витязь» — 4:1 (2008)
- «Балтика» (Калининград) — «Витязь» — 4:1 (2008)
  - 2 дивизион:
- «Салют» (Белгород) — «Витязь» — 6:1 (2011/2012)

## Статистика выступлений

### В чемпионатах России
| Сезон   | Лига                                                          | Место | Бомбардир                          | Примечания |
| ------- | ------------------------------------------------------------- | ----- | ---------------------------------- | --- |
| 1996    | Первенство КФК, Центр, Подмосковье, Группа «Б»                | 10    |                                    | |
| 1997    | Первенство КФК, Центр, Подмосковье, Группа «Б»                | 4     |                                    | |
| 1998    | Первенство КФК, Центр, Подмосковье, Группа «А»                | 1     |                                    | |
| 1998    | Первенство КФК, Центр, финал 1-2                              | 2     |                                    | |
| 1999    | Первенство КФК, Центр, Московская область                     | 4     |                                    | Фактически вторая команда клуба. Главная команда в качестве дубля раменского «Сатурна» под названием «Сатурн»-2 играла в зоне «Запад» Второго дивизиона, где заняла 3-е место. |
| 2000    | Первенство КФК, Центр, Московская область                     | 1     |                                    | Выход во Второй дивизион |
| 2000    | Первенство КФК, Центр, финал 1-2                              | 1     |                                    | Выход во Второй дивизион |
| 2000    | Первенство КФК, Финал 1-6                                     | 3     |                                    | |
| 2001    | Второй дивизион, зона «Центр»                                 | 4     | Дмитрий Чесноков — 27              | В 2001—2005 годах в Первенстве КФК/ЛФЛ под названием «Витязь-2» выступал клуб «Авангард» Подольск                                                                              |
| 2002    | Второй дивизион, зона «Центр»                                 | 2     | Дмитрий Чесноков — 23              | В 2001—2005 годах в Первенстве КФК/ЛФЛ под названием «Витязь-2» выступал клуб «Авангард» Подольск                                                                              |
| 2003    | Второй дивизион, зона «Центр»                                 | 8     | Дмитрий Чесноков — 14              | В 2001—2005 годах в Первенстве КФК/ЛФЛ под названием «Витязь-2» выступал клуб «Авангард» Подольск                                                                              |
| 2004    | Второй дивизион, зона «Центр»                                 | 3     | Рамиз Мустафаев — 12               | В 2001—2005 годах в Первенстве КФК/ЛФЛ под названием «Витязь-2» выступал клуб «Авангард» Подольск                                                                              |
| 2005    | Второй дивизион, зона «Центр»                                 | 3     | Дмитрий Чесноков — 33              | В 2001—2005 годах в Первенстве КФК/ЛФЛ под названием «Витязь-2» выступал клуб «Авангард» Подольск                                                                              |
| 2006    | Второй дивизион, зона «Центр»                                 | 5     | Сергей Анохин — 10                 | |
| 2007    | Второй дивизион, зона «Центр»                                 | 1     | Роман Григорян — 15                | Выход в Первый дивизион |
| 2008    | Первый дивизион                                               | 11    | Роман Григорян — 11                | |
| 2009    | Первый дивизион                                               | 11    | Роман Григорян — 15                | Переход во Второй дивизион. Проблемы с финансированием |
| 2010    | Второй дивизион, зона «Центр»                                 | 6     | Андрей Мязин — 19                  | По итогам сезона клуб объединился с подольским «Авангардом» |
| 2011/12 | Второй дивизион, зона «Центр»                                 | 3     | Иван Родин — 17                    | |
| 2012/13 | Второй дивизион, зона «Центр»                                 | 8     | Алексей Архипов — 7                | |
| 2013/14 | Первенство ПФЛ, зона «Центр»                                  | 2     | Игорь Бояров, Руслан Шония — по 10 | |
| 2014/15 | Первенство ПФЛ, зона «Центр»                                  | 8     | Игорь Бояров — 10                  | |
| 2015/16 | Первенство ПФЛ, зона «Центр»                                  | 10    | Никита Саламатов — 7               | |
| 2016/17 | Первенство ПФЛ, группа «Центр»                                | 5     | Александр Подымов — 9              | Исключение из ПФЛ. Лишение профессионального статуса. Клуб воссоздан на базе молодежной команды, выступавшей в Первенстве ЛФК в сезонах 2009, 2011/12, 2012/13, 2013—2017.     |
| 2017    | III дивизион / чемпионат Московской области, группа «А»       | 16    | Дмитрий Ларин — 6                  | «Витязь-М». По ходу сезона стал основной командой клуба. |
| 2018    | III дивизион / чемпионат Московской области, группа «А»       | 2     | Сергей Анохин — 29                 | |
| 2019    | III дивизион / чемпионат Московской области, Лига «А»         | 5     |                                    | |
| 2020    | III дивизион / чемпионат Московской области, Лига «А»         | 2     |                                    | Переход в Лигу «Б» |
| 2021    | III дивизион / чемпионат Московской области, Лига «Б», зона 1 | 6     |                                    | |

### В кубках России
| Сезон   | Стадия | Соперник, от которого вылетел |
| ------- | ------ | ----------------------------- |
| 2001/02 | 1/128  | Титан                         |
| 2002/03 | 1/64   | Краснознаменск                |
| 2003/04 | 1/128  | Титан                         |
| 2004/05 | 1/128  | Лобня                         |
| 2005/06 | 1/16   | Рубин                         |
| 2006/07 | 1/256  | Лобня                         |
| 2007/08 | 1/128  | Лобня                         |
| 2008/09 | 1/8    | Локомотив М                   |
| 2009/10 | 1/32   | Авангард                      |
| 2010/11 | 1/128  | Сатурн-2                      |
| 2011/12 | 1/32   | Химки                         |
| 2012/13 | 1/64   | Калуга                        |
| 2003/14 | 1/64   | Звезда (Рязань)               |
| 2014/15 | 1/32   | Балтика                       |
| 2015/16 | 1/256  | Торпедо (Москва)              |
| 2016/17 | 1/64   | Калуга                        |

## Главные тренеры
- Ковач, Валентин Дезидериевич (1999—2002)
- Кузнецов, Александр Александрович (2003 — 24 мая 2003)
- Романов, Андрей Витальевич (25 мая 2003—2005)
- Пятницкий, Андрей Владимирович (2006 — февраль 2007)
- Мухамадиев, Мухсин Муслимович (февраль 2007 — 17 апреля 2008)
- Горлукович, Сергей Вадимович (18 апреля 2008 — ноябрь 2008)
- Балахнин, Сергей Николаевич 14 декабря 2008 — 17 сентября 2009)
- Новосадов, Андрей Николаевич (18 сентября — 27 декабря 2009, и. о.)
- Тернавский, Владислав Михайлович (28 декабря 2009 — 6 декабря 2010)
- Романов, Андрей Витальевич (7 декабря 2010 — 17 апреля 2013)
- Тернавский, Владислав Михайлович (18 апреля 2013 — 30 июня 2015)
- Полстянов, Сергей Николаевич (1 июля 2015 — 6 октября 2016)[9]
- Романов, Андрей Витальевич (с 6 октября 2016 по май 2017)
- Мустафаев, Рамиз Арастунович (май 2017 — январь 2018)
- Романов, Андрей Витальевич (с января 2018)

## Команды Подольска до 1992 года
- 1936 — «Завод»
- 1938—1946 — «Снайпер»
- 1946—1965 — «Спартак»
- 1966—1970, 1991—1995 — «Торпедо»
- 1971—1991 — «Машиностроитель»
- 1992 — «Кинотавр»